# ستيفن أوستاكيو
ستيفن أنتونيس أوستاكيو (بالبرتغالية: Stephen Antunes Eustáquio) (من مواليد 21 ديسمبر 1996) هو لاعب كرة قدم محترف يلعب كلاعب خط وسط دفاعي لنادي بورتو، على سبيل الإعارة من نادي باسوج دي فيريرا، وهو لاعب للمنتخب الكندي.